# A Profesionalna Futbolna Grupa 2010-2011
L'edizione 2010-2011 della A Profesionalna Futbolna Grupa è iniziata il 31 luglio 2010.
La squadra campione in carica è il Litex Loveč.

## Squadre partecipanti
- Akademik Sofia - Neopromossa
- Beroe
- Černo More Varna
- PSFK Černomorec Burgas
- CSKA Sofia
- Kaliakra - Neopromossa
- Levski Sofia
- Liteks Loveč - Campione in carica

- Lokomotiv Plovdiv
- Lokomotiv Sofia
- Minjor Pernik
- Montana
- Pirin Blagoevgrad
- Slavia Sofia
- Sliven
- Vidima-Rakovski - Neopromossa

## Classifiche

### Classifica finale
|                      |     | Classifica 2010-2011   | Pt | G  | V  | N  | P  | GF | GS | DR  |
| -------------------- | --- | ---------------------- | -- | -- | -- | -- | -- | -- | -- | --- |
| Campione di Bulgaria | 1.  | Liteks Loveč (C)       | 75 | 30 | 23 | 6  | 1  | 56 | 13 | +43 |
|                      | 2.  | Levski Sofia           | 72 | 30 | 23 | 3  | 4  | 67 | 24 | +43 |
|                      | 3.  | CSKA Sofia             | 61 | 30 | 18 | 7  | 5  | 53 | 26 | +27 |
|                      | 4.  | Lokomotiv Plovdiv      | 52 | 30 | 14 | 10 | 6  | 54 | 28 | +26 |
|                      | 5.  | Lokomotiv Sofia        | 52 | 30 | 16 | 4  | 10 | 47 | 33 | +14 |
|                      | 6.  | Černo More Varna       | 51 | 30 | 15 | 6  | 9  | 36 | 28 | +8  |
|                      | 7.  | Beroe                  | 46 | 30 | 13 | 7  | 10 | 33 | 34 | -1  |
|                      | 8.  | PSFK Černomorec Burgas | 37 | 30 | 9  | 10 | 11 | 19 | 28 | -9  |
|                      | 9.  | Minjor Pernik          | 36 | 30 | 10 | 6  | 14 | 33 | 45 | -12 |
|                      | 10. | Slavia Sofia           | 32 | 30 | 9  | 5  | 16 | 34 | 38 | -4  |
|                      | 11. | Montana                | 32 | 30 | 8  | 8  | 14 | 30 | 46 | -16 |
|                      | 12. | Kaliakra (N)           | 30 | 30 | 8  | 6  | 16 | 19 | 40 | -21 |
|                      | 13. | Pirin Blagoevgrad      | 27 | 30 | 6  | 9  | 15 | 32 | 39 | -7  |
|                      | 14. | Vidima-Rakovski (N)    | 25 | 30 | 6  | 7  | 17 | 26 | 52 | -26 |
|                      | 15. | Akademik Sofia (N)     | 20 | 30 | 5  | 5  | 20 | 16 | 51 | -35 |
|                      | 16. | Sliven                 | 19 | 30 | 4  | 7  | 19 | 22 | 52 | -30 |

## Statistiche

### Classifica marcatori
I calciatori in corsivo sono quelli che hanno cambiato squadra durante la stagione
| Calciatore         | Gol | Squadra           |
| ------------------ | --- | ----------------- |
| Garra Dembélé      | 26  | Levski Sofia      |
| Zdravko Lazarov    | 14  | Lokomotiv Plovdiv |
| Spas Delev         | 13  | CSKA Sofia        |
| Doka Madureira     | 12  | Liteks Loveč      |
| Tsvetan Genkov     | 11  | Lokomotiv Sofia   |
| Basile De Carvalho | 10  | Lokomotiv Plovdiv |
| Nikolay Bozhov     | 10  | Slavia Sofia      |
| Michel             | 10  | CSKA Sofia        |
| Marquinhos         | 9   | CSKA Sofia        |

## Verdetti
- Campione di Bulgaria :  Liteks Loveč
- Liteks Loveč ammesso al 2º turno preliminare della UEFA Champions League 2011-12.
- CSKA Sofia ammesso al turno di play-off della UEFA Europa League 2011-12.
- Levski Sofia ammesso al 3º turno preliminare della UEFA Europa League 2011-12.
- ammesso al 2º turno preliminare della UEFA Europa League 2011-12.
- Akademik Sofia,  Sliven retrocesse in B PFG.
- promosse in A PFG.